# ハヤカワ・ポケット・ミステリ
ハヤカワ・ポケット・ミステリ（正式名称：ハヤカワ・ミステリ、HAYAKAWA POCKET MYSTERY BOOK、通称：ポケミス、略称：HPB）は、早川書房が刊行する翻訳ミステリ専門の叢書。新書判。キャッチフレーズは「世界最高最大のミステリ・シリーズ」。

## 歴史
当時、早川書房の編集者の遠藤慎吾、宮田昇（宮田のブレインだった瀬沼茂樹の奨めもあり）らが企画。担当編集者として田村隆一が入社し、江戸川乱歩・植草甚一らと初期のラインアップを決めた。
1953年のミッキー・スピレイン『大いなる殺人』（No.101）を皮切りに、現在では月に1冊刊行されている。全盛期には毎週木曜に新刊が書店に並んだが、ハヤカワ・ノヴェルズ、ハヤカワ文庫NV、ハヤカワ・ミステリ文庫の登場によってペースを落とすことになった。2010年12月刊のジョージ・P・ペレケーノス『夜は終わらない』はNo.1842である。ラインナップ中、レイモンド・ポストゲイト『十二人の評決』は、旧訳はNo.179だったが改訳版は新たにNo.1684を与えられたので重複になる。当初No.1からNo.99を古典作品に割り当て、全500巻で完結の予定であった。日本人作家の作品も長編が4編、短編が1編収められている。ミステリ以外に怪奇小説のアンソロジーが3冊、伝記が1冊ある。『ハヤカワ・ミステリ総解説目録―1953年‐2003年』はハヤカワ・ポケット・ミステリの1点ではあるがナンバーがない。作家ごとのシリーズ物以外に映画の原作を集めた「ポケミス名画座」という内部のレーベルもある。
1956年、早川書房は本レーベルの出版という実績によって、第2回江戸川乱歩賞を受賞している。1964年の春頃から本文でも促音が小さく表記されるようになる。2003年には、ハヤカワ・ポケット・ミステリの一冊として『ハヤカワ・ミステリ総解説目録―1953年‐2003年』が刊行された。
2010年、ブックデザインをリニューアル。

## 装幀
小口と天地が黄色に染色されており、表紙下部には黒い地に白抜きで「A HAYAKAWA POCKET MYSTERY BOOK」が入る。背下部は最初は文字がなかったがすぐに「ポケット・ブック」、さらに六角形の枠に囲まれた「H･P･B」になって現在に至る。1970年代にも無文字が1冊ある。裏表紙上部には最初は「江戸川亂歩監修　世界探偵小説全集」、その後「江戸川亂歩監修　世界ミステリシリーズ」「世界ミステリシリーズ」を経て「ハヤカワ・ミステリ」に落ち着いた。
判型は「ポケット・ブック判」という独自サイズ（縦18.4cm、横10.6cm）を使用している。これは、宮田昇が早川書房入社前に在籍していた、南雲堂での、英語対訳本「フェニックス・ライブラリー」を参考にしたという。
当初は永田力のが具象画で表紙絵を担当。その後の表紙絵は大部分が勝呂忠による抽象画。ビニールカバー以前の一時期、「お手許に綺麗なままの本をお届けしたくこんな簡単な函をつくってみました　いわば包装紙がわりです　お買い上げ後にはお捨て下さい」と記された、ボール紙の函が存在した。函はタイトルのない汎用とタイトルのある専用があった。主に映像化されたときに紙カバーが付くこともある。
2010年、装幀を手がけてきた勝呂忠が3月に死去したため、ブックデザインをリニューアル。新しいデザイナーには水戸部功が就任。新しくレーベルのロゴが作られ、文字も大きくなった。新装第1弾は、デイヴィッド・ベニオフ『卵をめぐる祖父の戦争』（No.1838）。

## 海外の刊行作家

### 主な刊行作家
- エリック・アンブラー（エリオット・リード）
- アンドリュー・ガーヴ（ポール・ソマーズ）
- E・S・ガードナー (A・A・フェア)
- スティーヴン・グリーンリーフ
- アガサ・クリスティ
- P・D・ジェイムズ
- コリン・デクスター
- ウィリアム・ハガード
- ドナルド・ハミルトン
- ブレット・ハリデイ
- レジナルド・ヒル（パトリック・ルエル）
- カーター・ブラウン
- クリスチアナ・ブランド
- ニコラス・ブレイク
- ジョイス・ポーター
- ロス・マクドナルド
- エド・マクベイン（エヴァン・ハンター、カート・キャノン）
- パトリシア・モイーズ
- ギャビン・ライアル
- クレイグ・ライス
- イアン・ランキン
- マイクル・Z・リューイン
- ニック・カーター
- ナポレオン・ソロ・シリーズ
- ウィリアム・アイリッシュ（コーネル・ウールリッチ）
- ドナルド・E・ウェストレイク（リチャード・スターク、タッカー・コウ）
- ジョン・ディクスン・カー（カーター・ディクスン）
- エラリイ・クイーン
- アーサー・コナン・ドイル
- ジョルジュ・シムノン
- レックス・スタウト
- ミッキー・スピレイン
- ギルバート・キース・チェスタトン
- レイモンド・チャンドラー
- ダシール・ハメット
- ロバート・ファン・ヒューリック
- ディック・フランシス
- イアン・フレミング
- エドワード・D・ホック
- ジョン・D・マクドナルド
- ウィリアム・P・マッギヴァーン（ビル・ピーターズ）
- ボワロー＝ナルスジャック

### 収録されていない・少ない作家
第二次世界大戦後の作家で1960年代に紹介され、その後多くの翻訳がありながら、長編の収録がないビッグ・ネームは、アイザック・アシモフ、カトリーヌ・アルレー、ジョン・ル・カレ、パトリシア・ハイスミス、レン・デイトン他。戦後の作家で収録はあるが、紹介は他の出版社、レーベルが中心なのはロアルド・ダール、ロス・トーマス、ジム・トンプスン、ロバート・B・パーカー、エリス・ピーターズ、フレドリック・ブラウン、ビル・プロンジーニ、アリステア・マクリーン他。戦前デビューで戦後本格的に紹介されたが、ハヤカワ・ポケット・ミステリには数少ないあるいは未収録なのは、フリーマン・ウィルス・クロフツ、ドロシー・L・セイヤーズ、ジェイムズ・ハドリー・チェイス、ハモンド・イネス他。1970年代以降は、早川書房と東京創元社以外も推理小説の翻訳に力を入れているだけに、ハヤカワ・ポケット・ミステリと無縁な作家も多くなった。

## 日本人作家の作品
- 195 殺人鬼（浜尾四郎、1955年）
- 240 黒死館殺人事件（小栗虫太郎、1956年） - 正字旧かな表記だが、誤植が多い。
- 276 ドグラ・マグラ（夢野久作、1956年）
- 1930 そして夜は甦る　(原尞、2018年)